# Maurício nos Jogos Olímpicos de Verão de 2012
Maurício participou dos Jogos Olímpicos de Verão de 2012, em Londres, no Reino Unido com 11 atletas dividos em 7 esportes.

## Desempenho

### Atletismo
Masculino
| Atleta        | Evento | Preliminar | Preliminar | Quartos-de-final | Quartos-de-final | Meias-finais | Meias-finais | Final       | Final       |
| Atleta        | Evento | Marca      | Posição    | Marca            | Posição          | Marca        | Posição      | Marca       | Posição     |
| ------------- | ------ | ---------- | ---------- | ---------------- | ---------------- | ------------ | ------------ | ----------- | ----------- |
| Patrick Tuara | 100 m  | 10s62 Q    | 2º/bat. 4  | 10s59            | 7º/bat. 7        | Não avançou  | Não avançou  | Não avançou | Não avançou |

### Boxe
| Atleta             | Evento | Fase de 32              | Oitavas              | Quartas              | Semifinais           | Final                |
| Atleta             | Evento | Adversário resultado    | Adversário resultado | Adversário resultado | Adversário resultado | Adversário resultado |
| ------------------ | ------ | ----------------------- | -------------------- | -------------------- | -------------------- | -------------------- |
| Oliver Lavigilante | -52 kg | GHA D Micah D (14-18)   | Não avançou          | Não avançou          | Não avançou          | Não avançou          |
| Richarno Colin     | -64 kg | MAR A Aatakni V (16-10) | MGL U Mönkh-Erdene   |                      |                      |                      |

### Judô
| Atleta              | Evento          | Fase de 32           | Fase de 16               | Quartas                | Semifinais           | Repescagem             | Bronze               | Pos. |
| Atleta              | Evento          | Adversário resultado | Adversário resultado     | Adversário resultado   | Adversário resultado | Adversário resultado   | Adversário resultado | Pos. |
| ------------------- | --------------- | -------------------- | ------------------------ | ---------------------- | -------------------- | ---------------------- | -------------------- | ---- |
| Christiane Legentil | −52 kg Feminino | BYE                  | ALB Kelmendi W 1001–0101 | BEL Heylen L 0002–0020 | Não avançou          | LUX Müller L 0002–0101 | Não avançou          | 7    |

### Natação
Feminino
| Atletas        | Evento      | Eliminatórias | Eliminatórias | Semifinal   | Semifinal   | Final       | Final       |
| Atletas        | Evento      | Tempo         | Posição       | Tempo       | Posição     | Tempo       | Posição     |
| -------------- | ----------- | ------------- | ------------- | ----------- | ----------- | ----------- | ----------- |
| Heather Arseth | 200 m livre | 2min07s81     | 34º           | Não avançou | Não avançou | Não avançou | Não avançou |

### Triatlo
| Atleta            | Evento   | Natação (1,5 km) | Ciclismo (40 km) | Corrida (10 km) | Tempo total | Posição |
| ----------------- | -------- | ---------------- | ---------------- | --------------- | ----------- | ------- |
| Fabienne St Louis | Feminino | 19m51            | 1h06m54          | 39m38           | 2h07m37     | 42º     |